# Левитан, Александр Матвеевич
Александр Матвеевич Левитан (14 [27] августа 1913, Бугульма, Самарская губерния, Российская империя — 2 ноября 1980, Ярославль, РСФСР, СССР) — советский архитектор и театральный художник, заслуженный художник РСФСР. 

## Биография
Александр Матвеевич Левитан родился в еврейской семье. Архитектор и театральный художник-постановщик. Был дважды репрессирован. Срок заключения отбывал в Ухтлаге, находился в ссылке в Ижевске, в Красноярском крае, в Норильске (1949—1954). Автор проектов планировки Москвы, жилых и общественных зданий для Туруханска и других поселений на севере Красноярского края.
- Среднее образование получил в Москве. Окончил ФЗО при московском заводе «Борец», там же с 1929 по 1931 работал рабочим-модельщиком.
- Учился в московском Институте пространственных искусств (1929—1931)
- Окончил Московский институт инженеров городского строительства Моссовета (Вечерний архитектурный институт Моссовета, 1931—1934).
- В 1932—1934 работал в бюро главного архитектора г. Москвы. Под руководством академика архитектуры В. Н. Семёнова он принимает участие в составлении первого Генерального плана реконструкции столицы[1].
- После окончания вечернего института с 1935 работал в 1-й архитектурной мастерской Наркомхоза РСФСР.
- В сентябре 1935 призван в РККА и служил рядовым в Первой Московской Пролетарской стрелковой дивизии.
- 21 февраля 1937 был арестован, осужден по статье 58-10 ч.1 с заключением на 8 лет в ИТЛ. Находился в заключении в Ухто-Ижемском лагере и работал старшим архитектором управления.
- Освобожден 30.11.1944, однако до 1946 продолжал работать по вольному найму в проектном отделе Ухтинского комбината старшим инженером-архитектором.
- В 1946 получил разрешение на переезд в Ижевск, где поступил на работу главным художником в Государственный республиканский русский театр драмы Удмуртской АССР.
- 23.3.1949 повторно арестован и сослан на поселение в Красноярский край в мехлесопункт Почёт Абанского района.
- Переведен в Норильск летом 1950 и принят на работу по специальности архитектора в проектную контору Норильского комбината в связи с неоднократными обращениями (в том числе депутата Верховного Совета народной артистки СССР А. К. Тарасовой) к местной и верховной власти.
- После освобождения из ссылки в 1954 вернулся в Москву[2][3].
- С 1957 года Левитан работал в Театре имени Ф. Г. Волкова в Ярославле. Он был главным художником театра и проработал там более 20 лет[1].
- 10 июля 1965 года Левитану было присвоено звание заслуженного художника РСФСР[1].

Автор и руководитель проектирования ряда жилых домов, поселков, больничного комплекса и детской больницы, профилактория, застройки микрорайонов, а также административных и производственных зданий промпредприятий в городах Крайнего Севера.